# تيم شيل

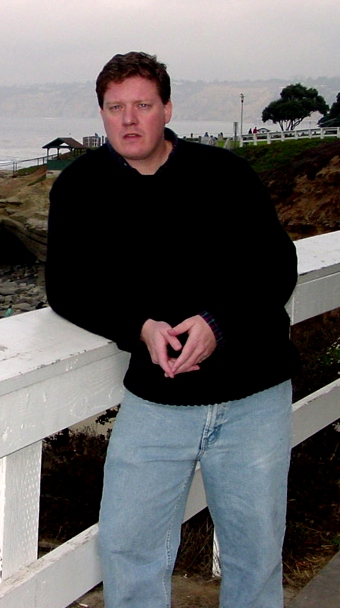
تيم شيل في كاليفورنيا

تيموثي روبرت شيل (بالإنجليزية: Timothy Robert Shell)‏ ولد في 5 مايو 1968 هو مستثمر أمريكي في مجال الإنترنت، وهو المدير التنفيذي لشركة بوميس التي ساهم في تأسيسها مع شريكه جيمي ويلز في عام 1996.

## نشاطات أخرى
في عام 2003 مُنح شيل لقب أمين مبدئي لمؤسسة ويكيميديا طبقا للائحة قوانين المنظمة، وفي أكتوبر 2006 مُنح لقب نائب الرئيس، بالرغم من أن تيم كان قد قدم عدة مساهمات تحريرية في موسوعة ويكيبيديا لبعض الوقت إلا أنه استقال من المجلس في ديسمبر 2006 ليحل محله جان بارت دي فريدي.

## وصلات خارجية
- الموقع الشخصي لتيم شيل.
- سيرته الذاتية من موقع مؤسسة ويكيميديا.